# 上二田駅
上二田駅（かみふただえき）は、秋田県潟上市天王字蒲沼（がまぬま）にある東日本旅客鉄道（JR東日本）男鹿線の駅である。

## 歴史
- 1956年（昭和31年）11月26日：国鉄の駅として南秋田郡天王村に開業[2]。
- 1987年（昭和62年）4月1日：国鉄分割民営化により、JR東日本の駅となる[3]。
- 2010年（平成22年）4月1日：追分駅から土崎駅に管理駅が変更となる。
- 2023年（令和5年）5月27日：ICカード「Suica」の利用が可能となる[4][5]。
- 2024年（令和6年）10月1日：えきねっとQチケのサービスを開始[1][6]。

## 駅構造
単式ホーム1面1線を有する地上駅である。土崎駅管理の無人駅で、簡易Suica改札機と乗車駅証明書発行機が設置されている。

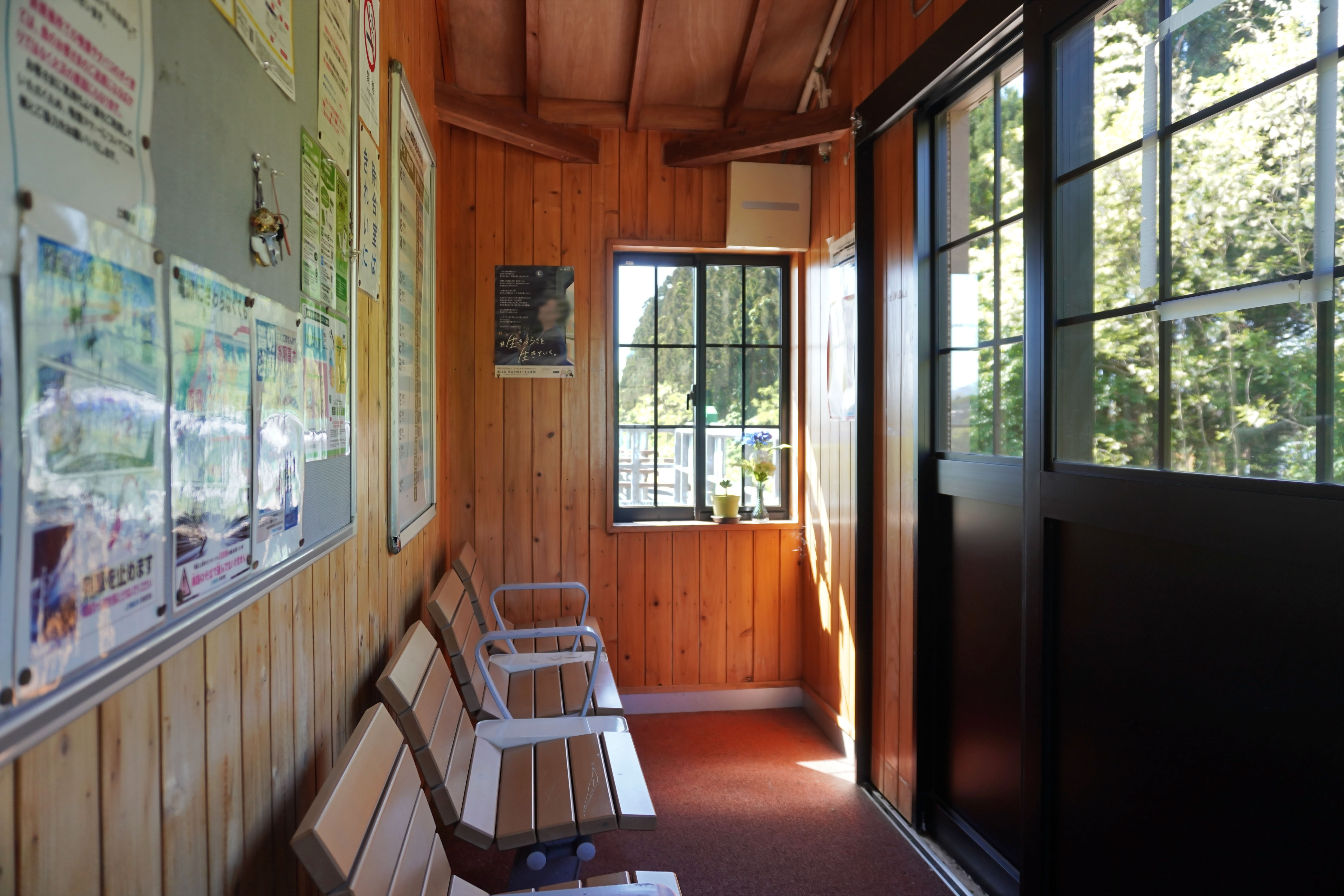
待合室内（2024年5月）
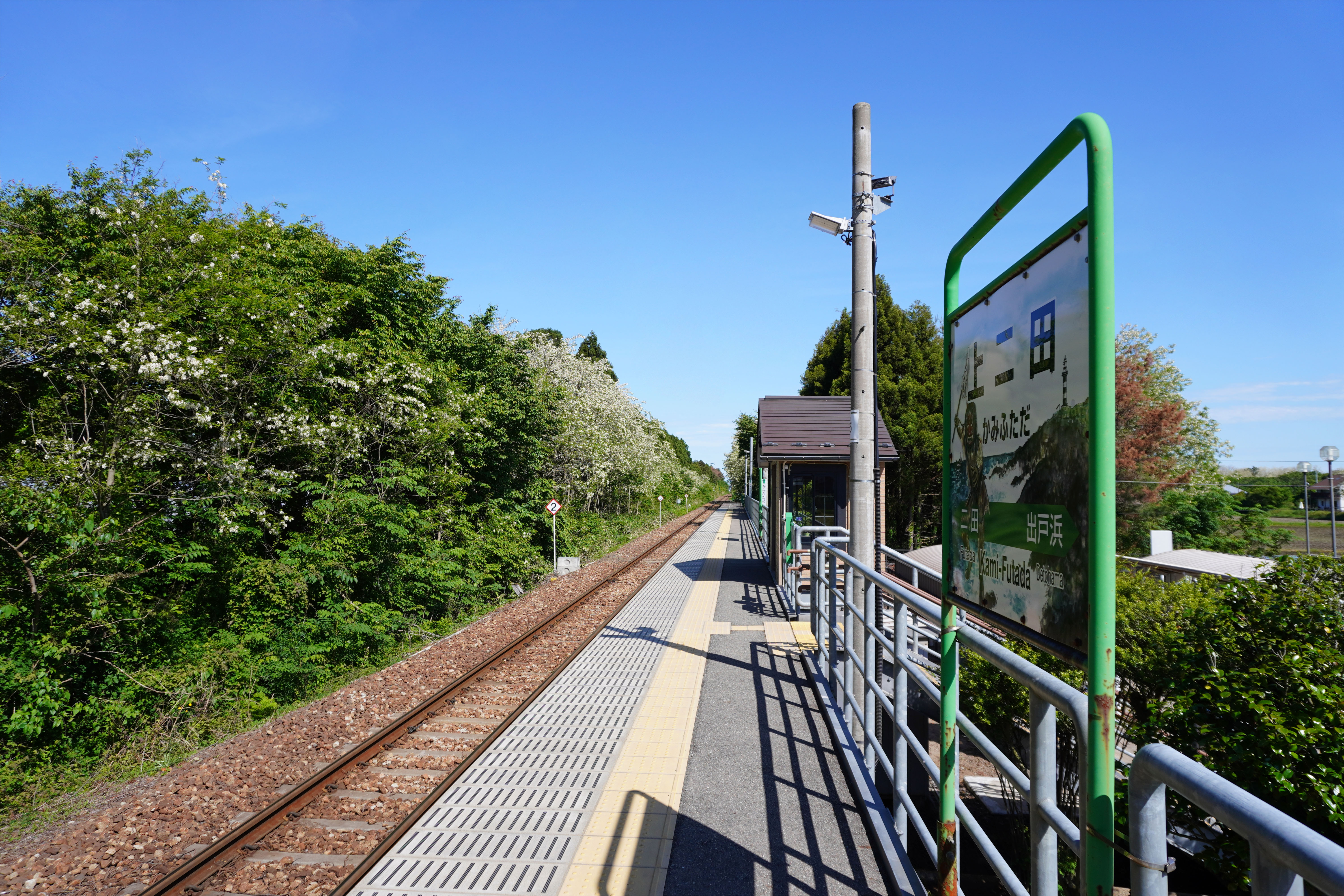
ホーム（2024年5月）

## 駅周辺
- 潟上市役所
- 道の駅てんのう
  - 天王グリーンランド
  - 天王温泉くらら
  - 天王スカイタワー
- 天王ショッピングセンター
  - マックスバリュ天王店
  - ツルハドラッグ天王店
  - ダイソー秋田天王SC店
  - ペトラス天王店

## 隣の駅
東日本旅客鉄道（JR東日本）
■男鹿線
出戸浜駅 - 上二田駅 - 二田駅